# 大津和郎
大津 和郎（おおつ わろう、1889年（明治22年）11月16日 - 1941年（昭和16年）8月10日）は、日本の陸軍軍人。最終階級は陸軍中将。

## 経歴
山形県出身。1911年（明治44年）5月、陸軍士官学校（23期）を卒業し、同年12月、工兵少尉に任官。1920年（大正9年）11月、陸軍大学校（32期）を卒業し、参謀本部通信課に配属された。
1935年（昭和10年）3月、工兵大佐に昇進し、参謀本部通信課長に就任。1938年（昭和13年）7月、陸軍少将に進級し、陸軍通信学校付となり、さらに同校幹事を務めた。1938年（昭和13年）10月、台湾軍参謀長となる。
1940年（昭和15年）3月、近衛師団司令部付となり、同年7月、鎮海湾要塞司令官に就任。在任中の1941年（昭和16年）8月に病死。陸軍中将に進級した。

## 栄典
位階
- 1941年（昭和16年）8月10日 - 従四位[5]

勲章
- 1940年（昭和15年）8月15日 - 紀元二千六百年祝典記念章[6]